# دائدة

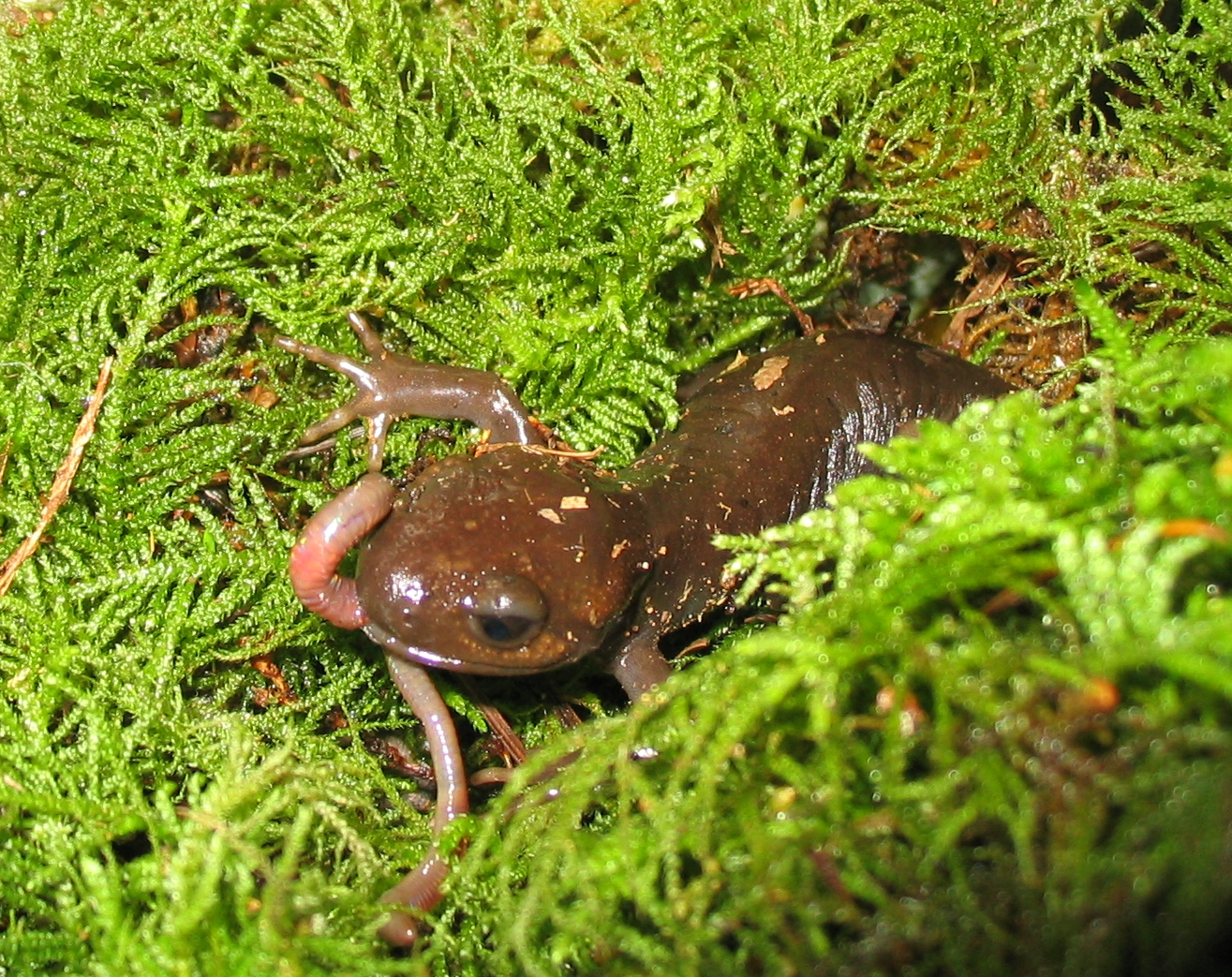
سمندل بني يأكل دودة

الدَّائدات أو الدائدة ومفردها دائد، هو نعت تعريفي في علم الحيوان يطلق على كل حيوان أو طائر قوته الديدان أو يأكل الديدان.
جنس كامل من هوازج العالم الجديد سُميَ آكلات الدود .
أحد أنواع الدائدات التي قد تتغذى حصريًا على الديدان هو Paucidentomys vermidax، وهو نوع من القوارض من النوع المعروف باسم فئران الزبابة الذي اكتُشِفَ في عام 2011 في إندُنِسية. الاسم، الذي يمكن ترجمته على أنه "فأر آكل للديدان قليل الأسنان"، يشير إلى حقيقة أن لديهم أربعة أسنان فقط ويمكن أن يعيشوا حصريًا على نظام غذائي من ديدان الأرض . يقال إن انخفاض الأسنان في الثدييات الآكلة للحشرات يرجع إلى الضغط الانتقائي المريح على إطباق الأسنان.

## أمثلة
- زبابات
- طراطرة
- القنافذ
- كيوي (طائر)
- نضناض طويل المنقار
- خلد الماء
- ديوك الغابة
- علقات من جنس Americobdella
- الطوبين[4]
- سمنة أمريكي شمالي
- بعض القواقع البحرية على سبيل المثال أنواع Jaspidiconus و حلزون مخروطي

## أنظر أيضا
- لاحمات
- ثامرات
- عاشبات
- حاشرات
- قارتات
- راحقات
- قائمة بسلوكيات التغذية